# John Echols

John Echols

John Echols (* 20. März 1823 in Lynchburg, Virginia; † 24. Mai 1896 in Staunton, Virginia) war ein Politiker und Brigadegeneral der Konföderierten Staaten von Amerika im Sezessionskrieg.

## Leben
Nach seiner normalen Schulzeit besuchte John Echols das Virginia Military Institute in Lexington, danach das 1749 gegründete Washington College (die spätere Washington and Lee University), ging anschließend auf das Harvard College in Massachusetts und studierte Jura. Nach seinem Abschluss kehrte er nach Virginia zurück, eröffnete in Staunton eine Anwaltspraxis und betätigte sich in der Politik. Als Befürworter der Sezession spielte er eine wichtige Rolle in Virginias Sezessions-Convent von 1861. Noch vor Kriegsausbruch bot er der provisorischen Armee der Südstaaten seine Dienste an, wurde in den Rang eines Lieutenant Colonel (Oberstleutnant) erhoben und bekam von General Robert Edward Lee den Auftrag zur Anwerbung von Freiwilligen.

## Sezessionskrieg
Bei Ausbruch des Sezessionskrieges bekam Echols das Kommando über das 27. Virginia Infanterie Regiment, mit dem er am 21. Juli 1861 unter dem Kommando von General Thomas Jonathan Stonewall Jackson an der Ersten Schlacht am Bull Run teilnahm. Danach wurde er zum Colonel befördert und nahm 1862, wieder unter Jackson, an dessen Shenandoah-Feldzug mit der Nord-Virginia-Armee teil in dessen Verlauf es zu mehreren Gefechten sowie Schlachten kam und Echols am 23. März 1862 mehrfach verwundet wurde. Nach seiner Genesung beförderte man ihn im April des gleichen Jahres zum Brigadegeneral.
1863 führte Echols mehrere Attacken gegen die Armee der Nordstaaten durch und am 15. Mai 1864 kommandierte er die rechte Flanke unter General John Cabell Breckinridge bei der Schlacht von New Market im Shenandoah Valley, Virginia. Anschließend wurde Echols’ Brigade von General Lee zur Unterstützung der Nord Virginia Armee beordert, die sich bei Petersburg in diversen Gefechten befand. Am 22. August 1864 übertrug man ihm das Kommando über den Distrikt Südwest Virginia und am 29. März 1865 über den Distrikt von West Virginia, als Ersatz für General Breckinridge, der in den Stab von Präsident Jefferson Davis berufen worden war.
Am 2. April 1865 begann Echols mit nahezu 7000 Mann einen Gewaltmarsch, um seine Truppen mit denen von General Lee zu vereinigen. Er erreichte Christiansburg im Montgomery County, Virginia, am 10. April, wo er ein Telegramm erhielt, dass Lee sich tags zuvor bei Appomattox Court House ergeben hatte. Daraufhin führte er zwei Brigaden Richtung North Carolina um sie mit Johnstons Armee zu vereinen und begleitete selbst anschließend Präsident Davis auf dessen Flucht nach Augusta, Georgia.

## Späte Jahre
Nach Kriegsende kehrte Echols wieder zurück nach Staunton, führte seine Anwaltspraxis weiter und wurde als Politiker Mitglied der Regierung von Virginia. In der Folgezeit wurde er Präsident der Staunton National Valley Bank und Geschäftsführer der Chesapeake, Ohio & Southwestern Railroad. Um seiner Tätigkeit als Verantwortlicher der Eisenbahngesellschaft besser nachgehen zu können, zog er 1886 um nach Kentucky.
Echols war zweimal verheiratet. Zuerst mit einer Schwester von Allen T. Caperton, einem Politiker und Senator von West Virginia, und nach deren Tod mit Mary Cochrane Reid aus New York. Er verstarb während eines Besuchs auf dem Anwesen seines Sohnes Edward Echols, einem Senator und stellvertretenden Gouverneur von Virginia, wo er auch beigesetzt wurde.